# كراش بانديكوت 3: واربد
كراش بنديكوت 3: حول العالم (بالإنجليزية: Crash Bandicoot 3: Warped) هي لعبة منصات فيديو ثلاثية الأبعاد وهي الجزء الثالث من سلسلة كراش بنديكوت نُشرت بواسطة سوني كمبيوتر إنترتينمنت، وأُنتجت بواسطة يونيفرسال انتراكتايف استوديوس (والتي تُعرف الآن بفيفندي غيمز) وطُورت بواسطة نوتي دوغ للبلاي ستيشن. أُطلقت اللعبة في أمريكا الشمالية في 10 أكتوبر 1998، وفي أوروبا في ديسمبر وفي اليابان في 17 ديسمبر. أعيد إطلاقها لسوني غريتست هيتس في 23 أغسطس 1999، ول بلاتينيوم راينج في 2000. صارت اللعبة متاحة في متجر البلاي ستيشن في 27 سبتمبر 2007 في اليابان، وفي 7 فبراير 2008 في أمريكا الشمالية، وفي 23 أكتوبر 2008 في أوروبا.
تقع أحداث قصة اللعبة مباشرةً بعد أحداث الجزء السابق: كراش بنديكوت 2: كورتكس سترايكس باك. بقايا محطة فضاء تُسمى كورتكس فورتكس، يملكها الدكتور نيو كورتكس، تهبط على الأرض وتحرر أوكا أوكا الشرير، أخو أكو أكو التوأم، وينضم لكورتكس والمهووس بالوقت الدكتور نيفاريوس تروبي، ويخططون ليجمعوا كريستالات القوة الموجودة في أماكنها الأصلية في الزمن، ثم يبذلون طاقتهم ليحكموا العالم. الشخصيات الرئيسية في اللعبة هما كراش وكوكو بنديكوت، واللذان يسافران عبر الزمن لمنع الأشرار من الحصول على الكريستالات بجمعها بنفسهم.
استقبلت اللعبة آراءً إيجابية من كبار النقاد عالمياً، والذين سجلوا جودة عالية للعبة في نواحٍ كثيرة، مثل طريقة اللعب، والتأثيرات المرئية، والتأثيرات الصوتية. بيع منها 5.7 مليون وحدة في 2002، مما يجعلها أكثر عشرة ألعاب مبيعة في كل الأوقات. تجاوز عدد الوحدات المبيعة من اللعبة في اليابان عدد وحدات الجزئين السابقين من اللعبة، وصارت أول لعبة غير يابانية تتجاوز مبيعاتها مليون وحدة في هذا البلد.

## طريقة اللعب
كراش بنديكوت واربد هي لعبة منصات، حيث يتحكم اللاعب بكراش وكوكو اذين يجب أن يرجعوا بالزمن إلى الوراء للحصول على الكريستالات من أماكنهم الأصلية قبل أن يحصل عليها الأعداء. تجري اللعبة في آلة الزمن وهي المكان الرئيسي للعبة. الآلة مقسم لخمس حجر، في كل حجرة خمسة أزرار تفتح بالضغط عليها بوابات تؤدي إلى مستويات مختلفة. الهدف من كل مرحلة هو البحث والحصول على الكريستالات. في بعض المراحل، تقع الكريستالة في نهاية المرحلة أو يجب على اللاعب إكمال تحدي معين للحصول على الكريستالة. يوجد في بعض المراحل منصة بونس والتي تؤدي إلى مساحة بونس خاصة، حيث يجب على اللاعب أن يجتاز هذه المساحة المنعزلة ويجمع كل مايمكنه جمعه. وبما أن اللاعب لا يخسر حياة في البونس، فيمكنه لعبه متى شاء حتى يكمل مرحلة البونس. إذا أكمل اللاعب لعب الخمس مستويات يظهر زر سادس يفتح بوابة تؤدي إلى مرحلة الرئيس. بواسطة هزم الرئيس، الحجرة المجاورة تكون قابلة للعب، وإذا أكمل اللاعب الخمسة وعشرين مستوى وهزم الخمسة رؤساء، تُختم اللعبة.
يبدأ كراش أو كوكو اللعبة بأربع حيوات. ويخسر اللاعب حياة إذا تعرض لهجوم من الأعداء أو تأذى بأي شكل من الأشكال. المزيد من الحيوات يمكن كسبها عبر جمع 100 فاكهة الوومبا أو كسر صندوق خاص يحتوي على حياة. إذا فقد كراش جميع حيواته تنتهي اللعبة. لكن يمكن للاعب أن يكمل من الممستوى الذي خسر فيه بالضغط على اختيار «نعم» عندما تظهر شاشة مواصلة اللعب. يمكن لكراش القفز في الهواء والهبوط على العدو، أو الدوران بشكل إعصار لإبعاد العدو، أو التزحلق وأداء حركة «بودي سلام» لكسر الصناديق. يمكن تطوير هذه القدرات بعد هزم كل رئيس كالقفز العالي أو الهجوم القوي.
تلعب الصناديق دوراً بارزاً في اللعبة، ويمكن كسرها بكل قدرات كراش. تحتوي الصناديق على أشياء مساعدة أو يمكنها أن تساعد على تنقل كراش. صناديق نقاط تفتيش ترجع اللاعب إلى مكانها عندما يخسر حياة. بينما صناديق تي إن تي تنفجر بعد ثلاث ثوانٍ من القفز عليها، بينما تنفجر صناديق نايترو بأي تواصل جسدي. ويمكن تفجير صناديق النايترو مرة واحدة عبر لمس صندوق أخضر عليه علامة تعجب (!)، لمس هذه الصندوق مهم للحصول على ماسة المستوى، حيث أن الماسة تُكسب بكسر جميع الصناديق، وتشمل صناديق النايترو هذه.
يمكن للاعب أن يجمع ماسات وماسات ملونة لإنجاز إضافي. تُكسب الماسات إذا كسر كراش جميع الصناديق أو فاز بمساحة سرية. هناك 45 ماسة في اللعبة. الماسات الملونة توجد في مراحل خاصة من اللعبة وتلعب في مساحة خاصة أيضاً. هناك خمس ماسات ملونة. يمكن الفوز بالمفاتيح بإعادة الدخول إلى المستوى بعد الحصول على الكريستال. لأخذ المفتاح، يجب أن يبدأ اللاعب «بمنافسة الزمن» بلمس الساعة الخضراء الموجودة أمام اللاعب عندما يبدأ المرحلة، ثم يكمل المرحلة قبل أن ينتهي الوقت المحدد له الموجود قبل أن يدخل المرحلة. هناك صناديق مبعثرة صفراء فيها رقم 1 أو 2 أو 3 إذا كسرها اللاعب خلال منافسته للزمن يتوقف الزمن بمقدار الرقم الموجود في الصندوق. وبما أن اللاعب إذا خسر المستوى خلال منافسة الزمن، فإنه لا يخسر حياة، فيمكن للاعب لعب منافسة الزمن متى شاء. يتحدد لون المفتاح، بلاتينيوم أو ذهبي اعتماداً على الوقت الذي حققه في منافسة الزمن. إذا كسب اللاعب خمس مفاتيح يمكنه الدخول إلى أول مستوى في الغرفة السرية. وكل خمس مفاتيح يكسبها يفتح مستوى جديد في الغرفة.

## الرواية

### الإعدادات
تجري اللعبة في آلة زمن، حيث يرحل اللاعب لأماكن زمنية مختلفة في المستويات. ففي المستويات التي تقع في العصور الوسطى، مسكونة بالسحرة، والماعز والفرسان والضفادع التي تتحول لأمير بعد تقبيلها. أما المستويات التي في عصر ما قبل التاريخ فتأخذ مكاناً في العصر الجوراسي والمستنقعات وتوفر فيها تيرانوصور قد فقس من البيضة لتوه ويمكن ركوبه وقيادته، وأيضاً هناك بتروداكتيلوس وتريسراتبس ضخم وهائج يطارد كراش طوال المرحلة. المستويات العربية تأخذ مكاناً فوق الأسطح وهي مليئة بالسيافين والعقارب والجني الذي يحاول إدخال كراش في المصباح. تقع المستويات المصرية أثناء زمن الفراعنة حيث أهرامات الجيزة والتي يسكنها المومياءات وخنافس الروث وطاقم بناء الأهرام، وكوبرا، بالإضافة إلى أعداء آخرين، وتكون الأرض مليئة بالأفخاخ. المستويات المستقبلية تأخذ مكاناً في نيو يورك، وهي مدينة تحت حكم كورتكس وهي مليئة بمدافع الليزر، والفناجين الطائرة والروبوتات، والمنصات المتحركة. في مستويات «الطرق السريعة الضائعة»، يقود كراش دراجة نارية في طرق أمريكا السريعة في خمسينيات القرن العشرين، ويسابق سائقي كورتكس، للحصول على الكريستال، ولكن بالطبع هناك عوائق يجب أن يتفاداها كراش مثل الحواجز المبنية والحفر وسيارات الشرطة التي تملأ المكان. مستويات الحرب العالمية الأولى تأخذ مكاناً في سماء أوروبا، وفي هذه المستويات يجب على كراش أن يدمر سفن كورتكس الهوائية ليحصل على الكريستال. مستويات أطلانطس تنقسم إلى نوعين مختلفين: النوع الأول يلعبه كراش ويجب أن يرتدي عدة الغوص ويبحث في الماء في بقايا أطلانطس عن الكريستال، حيث تنتشر القروش والقنابل والأسماك المنتفخة السامة. أما النوع الثاني فتلعبه كوكو ويجب عليها أن تركب المركب المائي الصغير (جيتسكي) وتبحث عن الكريستال على سطح الماء، وتتفادى القراصنة والألغام المائية. مستويات سور الصين العظيم تلعبها كوكو حيث يجب أن تقود نمر وتجتاز السور كله لتحصل على الكريستال، طبعاً بتفادي التنانين الصينية والعوائق الأخرى.

### الشخصيات
بطل الرواية هو كراش بنديكوت، وهو بنديكوت يجب عليه أن يسافر عبر الزمن لإيقاف الدكتور نيو كورتكس من جمع الكريستالات. ويؤيده أكو أكو، شخصية كبيرة السن تتجسد في قناع، ويحمي كراش من الأذى ويعطيه نصائح ما بين المستويات. وأيضاً، أخت كراش الصغيرة كوكو بنديكوت تساعده في جمع الكريستال في مستويات سور الصين العظيم، والنوع الثاني من مستويات أطلانطس، ومستويات الحرب العالمية الأولى. الشخصية الشريرة الرئيسية في اللعبة هي أوكا أوكا، أخو أكو أكو التوأم. كان أوكا أوكا قديماً محبوس بواسطة أخيه ليحمي شره عن العالم، لكنه حُرر بواسطة الدكتور نيو كورتكس، الشخصية الشريرة الرئيسية في الجزئين السابقين للعبة. ويساعد دكتور نيفاريوس تروبي هذين الشريرين، وهو ينادي نفسه بسيد الوقت ومخترع آلة الزمن، ويستخدمها لجمع الكريستالات والماسات في مختلف الأحقاب الزمنية. وهناك شخصيات شريرة أخرى ويُعتبرون رؤساء، تيني تايغر الذي يقاتل كراش في الكولوسيوم، ودينغو دايل الذي هو نصف دينغو ونصف تمساح ولديه قاذف لهب كبير، ودوكتور إن غن وهو عالم ذو مزاج سيئ ولديه في رأسه صاروخ غير منفجر.

### القصة
تقع أحداث القصة مباشرةً بعد أحداث كراش بنديكوت 2: كورتكس سترايكس باك، حيث تدمرت محطة نيو كورتكس الفضائية بواسطة جهاز أشعة ليزر للدكتور نيو بريو. تندفع أجزاء من محطة كورتكس نحو الأرض بسرعة هائلة وتصطدم بجبل وتتحطم. وهذا يحرر الشرير أوكا أوكا العقل المدبر لمخططات كورتكس. قابل أوكا أوكا كورتكس ودعاه لأخذ الكريستالات والماسات، واللتان كانتا مصدر عظيم للطاقة في العالم. وبما أن كورتكس أثناء سقوط محطته في الأرض قد حرر أوكا أوكا، فإن أوكا أوكا شعر بإحساس كبير من الشكر والكرم تجاه كورتكس. ثم جنَّد أوكا أوكا الدكتور نيفاريوس تروبي وضمه في خطتهم الجهنمية. صنع تروبي آلة زمن، تسمح للأشرار بالسفر عبر الزمن للبحث عن الكريستالات والماسات في مواقعهم الأصلية في الخط الزمني.
في حديقة البنديكوتات، شعر أكو أكو بخروج أوكا أوكا، فطلب من من كوكو وكراش الدخول إلى المنزل. ثم يخبرهما أن أوكا أوكا هو أخوه التوأم الشرير، وأنه حبسه قبل عدة عصور في سجن تحت الأرض ليحمي العالم من شره. ذهب الثلاثة لآلة الزمن وأعطى أكو أكو مهمة جمع الكريستالات لكراش وكوكو قبل أن يحصل عليها أوكا أوكا وكورتكس. ثم يذهب كراش وكوكو ويسافروا عبر الزمن ليجمعوا الكريستالات والماسات متصدين لأتباع كورتكس (تيني تايغر ودينغودايل، ودكتور إن غن). دكتور نيفاريوس تروبي أيضاً يُهزم خلال سفر كراش عبر الزمن. ثم يذهب كراش ليواجه كورتكس في قلب آلة الزمن، بينما أكو أكو وأوكا أوكا يتواجهان ليمنعا بعضهما البعض عن حماية صديقه. وبعد أن يهزم كراش كورتكس، تفجر الآلة نفسها، وينجو الأبطال من هذه الكارثة حيث أن كورتكس وتروبي يتحولان لرضيعان ويُسجن أوكا أوكا.

## التطوير
بدأ إنتاج اللعبة في يناير 1998، حيث أُعطيت نوتي دوغ مهلة 10 شهور ونصف فقط لإنهاء اللعبة. صنع المبرمجون أندي غافين، وستيفن وايت وجريج أومي 3 محركات لعب جديدة للعبة. اثنان من هذه المحركات الجديدة كانت ثلاثية الأبعاد في الطبيعة وقد صُنعت لمستويات الطائرة والجيتسكي، بينما الثالث صُنع لمستويات الدراجة النارية كشكل محاكي القيادة. يشكل المحركان الجديدان ثلث اللعبة، بينما الثلثين الباقيين من اللعبة فيتكونان من نفس المحرك المستخدم في الأجزاء السابقة. شرح جاسون روبن عدم التخلي عن المحرك «الكلاسيكي» وأسلوب طريقة اللعب أنه بسبب نجاح الجزئين السابقين، وقال «إذا كنا سنتخلى عن هذا الأسلوب لطريقة اللعب للعبة، فهذا يعني أننا نتخلى عن نسبة كبيرة من اللاعبين». صُنع صوان عمق لمستويات الجيتسكي والطرق المغمورة في المستويات المصرية. ولكي تعطي اللعبة الشعور الكامل بأن الماء سائل في هذه المستويات، تُعكس صورة السماء على سطح الماء. أُعطيت شخصية كراش ظل حقيقي بطلب من المنتجين من سوني كمبيوتر إنترتيمنت أمريكا، الذين «تعبوا من رؤية القرص الصغير الذي يتبعه».

## الاقبال
قوبلت كراش بنديكوت: واربد بإعجاب من النقاد. وقد انتهى جوني بولغيم من جيم برو إلى أن اللعبة كانت «منافِسة قوية جداً لجائزة لعبة السنة للبلاي ستيشن، وطريقة لعبها الخشن ستجعل رأسك يدور لأيام». اعتبرت مجلة بلاي ستيشن الأمريكية الرسمية اللعبة أنها «أفضل لعبة منصات ثنائية الأبعاد ونصف (2.5D) قد أُطلقت». وقد قال ريان ماكدونالد من من جيم سبوت أن اللعبة «ببساطة، أفضل لعبة من السلسلة لحد الآن»، واصفاً مظهر اللعبة بأنه متفوق على مظهر الجزئين السابقين من السلسلة، وانتهى إلى أنه «استمتع كثيراً مع لعبة منصات ثلاثية الأبعاد منذ وقت طويل جداً». مارك كوك من جيم ريفولوشن دعا اللعبة بأنها «وابل من الأشياء الجيدة» وأن أجزاء اللعبة «تتجمع بامتياز». اعتبر سكوت آلان من أول جيم («أول جيم غويد» في ذلك الوقت) أن اللعبة «مثيرة جداً للاهتمام أنه يجب إبقاء يدك قريباً من ذقنك لكي لاتقع على الأرض».
أشاد النقاد برسومات اللعبة، حيث أثنى جيمي بولغيم على رسومات اللعبة أنها «نظيفة بشكل لا يصدق» و «مفصلة»، واستشهد بالماء في مستويات الجيتسكي بأنها «أفضل الموجات ذات مظهر حقيقي في أي لعبة بلاي ستيشن رأيناها لحد الآن». دعا راندي نيلسون اللعبة بأنها رائعة لحد الموت،

## روابط خارجية
- كراش بانديكوت 3: واربد على موقع IMDb (الإنجليزية)